# Fanny Smets
Fanny Smets (Keulen, 21 april 1986) is een Belgische atlete. Ze is meervoudig Belgisch kampioene polsstokhoogspringen outdoor en indoor. Zij nam eenmaal deel aan de Olympische Spelen.

## Loopbaan

### Vijf titels in drie jaar tijd
Haar eerste medaille op een nationaal kampioenschap veroverde Fanny Smets in februari 2007, toen haar sprong van 3,35 m brons opleverde op de Belgische indoorkampioenschappen in Gent. Een jaar later werd het bij dezelfde gelegenheid met 3,70 zilver.
In juli 2008 veroverde zij met 3,70 goud en haar allereerste nationale titel op de Belgische kampioenschappen in Luik. In februari 2009 sprong ze 3,90, wat goud opleverde op de BK indoor in Gent. In augustus 2009 sprong ze eveneens 3,90 in Oordegem tijdens de BK AC, wat alweer goed was voor goud. Indoor werd het op de BK AC indoor in 2010 opnieuw goud, nu met een prestatie over de 4 meter: 4,11. In juli haalde ze in Brussel op de BK AC in 2010 de hoogte van 3,70 en dat leverde Smets haar vijfde nationale gouden plak op rij op.

### Meer titels, maar ook tegenstand
Indoor vernieuwde ze haar BK titel in februari 2011 met 3,95 in Gent. Dat jaar sprong ze in de zomer 4,05 op de BK te Brussel. In 2012 haalde ze op de BK AC indoor zilver met 4,15, maar op de BK outdoor haalde zij nu eens het podium niet, kwam ze zelfs tot geen enkele geldige prestatie. Op de Memorial Van Damme 2012 werd ze elfde met 4,15. In 2013 bereikte ze evenmin het podium van de BK indoor, maar sprong ze wel 4,25 en behaalde ze goud op de BK outdoor.

### Nationaal record
Met een sprong van 4,40 m behaalde Smets het Belgische record op het onderdeel polsstokhoogspringen. Ze verbrak dit record op 11 september 2013 in Nice tijdens de Jeux de la Francophonie. Het jaar nadien verloor ze het record aan Chloé Henry.

### Nieuwe titels, opnieuw recordhoudster en naar WK
In 2016 en 2017 slaagde Smets er opnieuw in beide titels in het polsstokspringen te veroveren. In juli 2017 evenaarde ze tijdens de Nacht van de Atletiek met een sprong over 4,41 m het Belgisch record. Een week later verbeterde ze dit record naar 4,46 m. Deze prestatie was voldoende om zich te plaatsen voor de wereldkampioenschappen in Londen. Op deze kampioenschappen geraakte ze niet verder dan de kwalificaties. Begin 2018 behaalde ze opnieuw de indoortitel.

### Opnieuw beide records verbeterd
In augustus 2019 evenaarde Smets tijdens de Citius meeting in Bern haar outdoorrecord van 2017. Tijdens de Europese kampioenschappen voor landenteam in de First League werd het polsstokhoogspringen wegens de wind indoor gehouden. Ze verbeterde daarbij het indoorrecord van Aurélie De Ryck naar 4,36 m. Tijdens een meeting op de Oude Markt in Leuven verbeterde ze haar outdoorrecord naar 4,51 m.
Begin 2021 verbeterde Smets in Bordeaux ook indoor haar Belgisch record tot 4,51 m.

### Lid van Belgische CABW en Nederlandse AV Unitas
Fanny Smets was eerst verbonden aan het Luikse RFCL, maar wisselde deze club in voor het Nijvelse CABW, de Cercle Athlétique Brabant Wallon. In 2012 koos ze Wim Vandeven als haar nieuwe trainer. Bovendien is zij lid van de Nederlandse atletiekvereniging AV Unitas uit Sittard, waardoor zij tevens kan uitkomen in Nederlandse competitiewedstrijden en gebruik kan maken van de faciliteiten van het Nationaal Training Centrum (NTC) voor het polsstokhoogspringen.

### Studies
Fanny Smets studeerde Geneeskunde aan de Universiteit van Luik en is in 2012 afgestudeerd. Ze zette haar assistentschap tijdelijk stil om zich voltijds op atletiek te storten.

## Belgische kampioenschappen
Outdoor
| Onderdeel            | Jaar                                                |
| -------------------- | --------------------------------------------------- |
| polsstokhoogspringen | 2008, 2009, 2010, 2011, 2013 2016, 2017, 2019, 2021 |

Indoor
| Onderdeel            | Jaar                                                |
| -------------------- | --------------------------------------------------- |
| polsstokhoogspringen | 2008, 2009, 2010, 2011, 2016 2017, 2018, 2020, 2021 |

## Persoonlijke records
| Onderdeel                    | Prestatie      | Datum            | Plaats           |
| ---------------------------- | -------------- | ---------------- | ---------------- |
| polsstokhoogspringen outdoor | 4,51 m (ex-NR) | 24 augustus 2019 | Leuven           |
| polsstokhoogspringen indoor  | 4,53 m (NR)    | 20 februari 2021 | Louvain-la-Neuve |

## Palmares
polsstokhoogspringen
- 2006: 5e BK indoor AC – 3,00 m
- 2007:  BK indoor AC – 3,35 m
- 2008:  BK indoor AC – 3,70 m
- 2008:  BK AC – 3,70 m
- 2009:  BK indoor AC – 3,90 m
- 2009:  BK AC – 3,90 m
- 2010:  BK indoor AC – 4,11 m
- 2010:  BK AC – 3,70 m
- 2011:  BK indoor AC – 3,95 m
- 2011:  BK AC – 4,05 m
- 2012:  BK indoor AC – 4,15 m
- 2012: 11e Memorial Van Damme - 4,15 m
- 2013:  Universiade in Kazan - 4,30 m
- 2013:  BK AC – 4,25 m
- 2013:  Jeux de la Francophonie in Nice – 4,40 m (NR)
- 2014:  BK indoor AC – 4,20 m
- 2015:  BK indoor AC – 4,15 m
- 2015:  BK AC – 4,10 m
- 2016:  BK indoor AC – 4,15 m
- 2016: BM NK indoor – 4,30 m
- 2016:  BK AC – 4,25 m
- 2016: 19e in kwal. EK in Amsterdam – 4,35 m
- 2017:  BK indoor AC – 4,15 m
- 2017:  BK AC - 4,25 m
- 2017: 20e kwal. WK in Londen - 4,20 m
- 2018:  BK indoor AC – 4,10 m
- 2019:  BK AC - 4,21 m
- 2019: 20e in kwal. WK in Doha - 4,50 m
- 2020:  BK indoor AC – 4,40 m (NR)
- 2021:  BK indoor AC – 4,53 m (NR)
- 2021: 7e EK indoor in Toruń – 4,45 m
- 2021:  BK AC - 4,40 m
- 2021: 27e in kwal. OS - 4,25 m